# Dicliptera antidysenterica
Dicliptera antidysenterica là một loài thực vật có hoa trong họ Ô rô. Loài này được Ant.Molina mô tả khoa học đầu tiên năm 1965.